# 戀愛與謊言
《戀愛與謊言》（日语：恋と嘘）是一部由創作的日本漫畫作品，於2014年8月開始在DeNA的手機應用程式「Manga Box」上分別以日文、中文及英文連載。單行本由講談社出版，中文版則由東立出版社代理，2022年1月累計銷量超過280萬本。於2017年7月3日由Animax Asia、Animax HD台灣、東京都會電視台、AT-X等電視台播出。
本作在推出第一話後的一個月，總閱覽者數超越350萬人，成為了Manga Box人氣作品第一位。其後發售的單行本亦陸續再版。

## 故事簡介
近未來的日本，在「超少子化對策基本法」（1975年制定）的規限下，少年少女們在16歲後便會失去自由戀愛的權利，政府會基於國民的遺傳因子資料強制指定他們的結婚對象，並且會保證兩人之間的契合度，而大家都欣然接受這種「幸福」。
2015年，根島由佳吏，在即將迎接16歲生日前接到了政府有關結婚對象的通知。可是，由佳吏在獲得通知的前夕，他卻向青梅竹馬的高崎美咲告白。

## 登場人物
※電視動畫的旁白為喜多村英梨（五十嵐柊）。

### 主要人物
根島由佳吏（聲：逢坂良太、嶋村侑（幼少））
年齡：15歲（高中1年級），生日：1999年5月8日，身高：171cm，喜歡的食物：漢堡排。
本作男主角。綽號為「阿根(ネジ)」。隨處可見的普通男高中生。是個古墳愛好者。在小學時已經暗戀青梅竹馬的高崎美咲。接獲政府通知結婚對象的那一晚向美咲告白並接吻。不擅長與女生交流，不過在和莉莉奈聊天時會意外地感到輕鬆。
剛開始時只單純把莉莉奈當成政府通知的結婚對象，但隨著與她相處過一段時間後逐漸被對方的魅力給感染，對她有了戀愛的感覺。
高崎美咲（聲：花澤香菜）
年齡：16歲（高中1年級），下胸圍：65(巨乳)，生日：1999年4月14日，身高：160cm，喜歡的食物：辣的東西。
本作女主角之一。雖然和由佳吏是青梅竹馬，但也只和由佳吏接觸過少數次而已。受到大部分男生的憧憬，是班上的人氣者。幾乎不會主動說話。在小學時因沒帶橡皮擦的事件後，開始也暗戀著由佳吏，直到高中，接收根島心意且接吻那晚，根島卻收到政府結婚對象的通知，因而對根島說我們的心意就當作是回憶吧。
之後，和莉莉奈相處後慢慢成了好友，因為內心還愛慕著由佳吏而有了罪惡感，因此在露營事件後對自己下了「根島禁止令」來提醒自己要和由佳吏保持距離，但是看到由佳吏手受傷而未能成功執行。有兩個弟弟，其中有一個沒有血緣關係，是父母再婚時對方帶過來的，而再婚的父母似乎也是良緣婚配對而成的。
本來生於幸福美滿的家庭，美咲的父母是在國小的時候認識並進而相戀，也因此雙方都拒絕了政府通知。是否再有第二個孩子與美咲是否要接受政府通知成為父母之間的引爆點，因而使得雙方之間的矛盾開始越演越烈，兩人之間也逐漸形同陌路，美咲的母親因而全心埋入工作，卻無意間與當初所拒絕的政府通知對象因為工作而重新有了聯繫，並逐漸開始將美咲視為障礙；在某一次美咲因為生病早退時發現母親與其政府通知對象發生外遇。
真田莉莉奈（聲：牧野由依）
年齡：16歲（高中2年級），生日：1999年3月31日，身高：152cm，喜歡的食物：螃蟹。
本作女主角之一。政府通知由佳吏的結婚對象。成績優秀，就讀名門「理城學院女子高中」。是個不懂得與他人相處且不服輸，在高中的人際關係極差，被稱為“絛蟲”。
對由佳吏和美咲的戀愛故事有極大的興趣。後來與美咲成為朋友，甚至還要求要求根島由佳吏與高崎美咲每天親吻一次。
在和由佳吏、美咲等露營後，和由佳吏的關係慢慢改變。
一直找尋令由佳吏和美咲能在一起的方法，和由佳吏在溫泉旅行中告訴由佳吏拒絕「政府要求」的婚姻，並要求和由佳吏「練習」親吻。
對厚勞省提出重新演算的要求。在好友美作有紗點醒之下意識到自己已經喜歡上由佳吏。
後來漸漸地喜歡上由佳吏，在之後也與他探望自己的曾祖母(重病)，最後在返家的火車上偷親了閉眼的由佳吏，雙方也發現了對彼此的愛意。
仁坂悠介（聲：立花慎之介）
年齡：15歲（高中1年級），生日：1999年12月22日，身高：174cm。
本作主要角色之一。由佳吏的同班同學兼摯友。受到班上女生歡迎的美男子。處事圓滑，不會做無用功的節能體質。意外的不擅長料理、極度害怕蟲子。仁坂國中時曾被找麻煩時，根島為了救人卻切錯播叫警察，二人因此相識。
被根島當成是摯友，但本人似乎卻對其抱有友誼之上的感情，在由佳吏的睡著後曾經親了他一下，由佳吏本人並不知道這件事。

### 厚生勞動省
五十嵐柊（聲：喜多村英梨）
美咲國中時期的友人。想要保護美咲，似乎知道關於根島一開始收到政府通知對象為高崎美咲的短信的原因，並曾向由佳吏說過，美咲才是你的命中註定之人。常出入厚生勞働省，將來會繼承政府演算通知的後繼者。是創辦「超少子化對策基本法（良緣法）」的起始人五十嵐椋的孫女。後來發現自己喜歡矢嶋基。
矢嶋基（聲：谷山紀章）
厚生勞働省的男職員。陪同一條向由佳吏發來了政府通知。高中時代時，在一條花月收到政府通知前二人是情侶。
一條花月（聲：黑澤朋世）
厚生勞働省的女職員。和矢嶋一起向由佳吏發來了政府通知。高中時代時，在自己收到政府通知前與矢嶋基是情侶。

### 學校相關者
竹田大樹（聲：安達勇人）
由佳吏的好友。政府通知對象為大學生的吉木遙。
加藤絢乃（聲：高槻加奈子）
美咲的好友。
相生怜奈（聲：前田玲奈）
美咲的好友。
柴田涉（聲：川原慶久）
由佳吏的好友。
伊勢崎健太（聲：濱添伸也）
由佳吏的好友。
美作有紗（聲：嶋村侑）
和莉莉奈結為好友。
與田老師（聲：黑田崇矢）
由佳吏的班導。
吉木遙（聲：南里侑香）
竹田的政府通知對象。就讀音樂系的大學生。

### 親人相關者
根島雄二（聲：檜山修之）
由佳吏的父親。
根島智里（聲：木村亞希子）
由佳吏的母親，對於仁坂悠介的帥氣很著迷。
根島絆（聲：本渡楓）
由佳吏的妹妹，與美咲最小的弟弟年齡相仿。
真田于爾根悅郎（聲：黑田崇矢）
莉莉奈的父親。
真田楓（聲：皆口裕子）
莉莉奈的母親。
莉莉奈的曾祖母（りりなのひいおばあちゃん，聲：松本和香子）
莉莉奈的曾祖母，於動畫OVA登場，一直把莉莉奈的名字叫錯，變成莉莉香。
莉莉奈的曾祖父（りりなのひいおじいさん，聲：中博史）
莉莉奈的曾祖父，於動畫OVA登場，但在5年前就去世了，現在已故。
埴輪
莉莉奈的曾祖父養的狗，在世前很疼愛牠，但至從莉莉奈的曾祖父去世整整5年後，直到現在還是一直在等待著莉莉奈的曾祖父回家。
高崎樹生（聲：山下七海）
美咲最小的弟弟，於動畫OVA登場，與由佳吏的妹妹年齡相仿。
仁坂騎士（聲：石田彰）
悠介的父親。有著頭髮瀏海蓋住眼睛的特徵。
仁坂百合
悠介的母親。
仁坂遙一（聲：遊佐浩二）
悠介的哥哥。已受到政府通知並結婚。
美作尚樹（聲：福山潤）
有紗的哥哥。曾是莉莉奈的主治的研修醫生。
高崎 拓海
美咲的二弟，與美咲和樹生沒有血緣關係，在動畫OVA有短暫登場。

## 出版書籍
| 卷數 | 講談社         | 講談社                                                              | 講談社                 | 東立出版社     | 東立出版社             |
| 卷數 | 發售日期       | 通常版 ISBN                                                         | 特裝版 ISBN            | 發售日期       | ISBN                   |
| ---- | -------------- | ------------------------------------------------------------------- | ---------------------- | -------------- | ---------------------- |
| 1    | 2015年1月9日   | ISBN 978-4-06-395284-1                                              | 不適用                 | 2016年11月18日 | ISBN 978-986-470-092-9 |
| 2    | 2015年6月9日   | ISBN 978-4-06-395416-6                                              | 不適用                 | 2017年1月5日   | ISBN 978-986-470-093-6 |
| 3    | 2015年11月9日  | ISBN 978-4-06-395546-0                                              | 不適用                 | 2017年2月13日  | ISBN 978-986-470-094-3 |
| 4    | 2016年5月9日   | ISBN 978-4-06-395664-1                                              | 不適用                 | 2017年7月6日   | ISBN 978-986-470-649-5 |
| 5    | 2016年11月9日  | ISBN 978-4-06-362346-8                                              | ISBN 978-4-06-362346-8 | 2017年9月11日  | ISBN 978-986-482-568-4 |
| 6    | 2017年6月9日   | ISBN 978-4-06-395952-9                                              | ISBN 978-4-06-510065-3 | 2018年4月11日  | ISBN 978-986-486-508-6 |
| 7    | 2018年4月9日   | ISBN 978-4-06-510382-1                                              | ISBN 978-4-06-511611-1 | 2019年3月4日   | ISBN 978-957-26-0170-9 |
| 8    | 2018年11月16日 | ISBN 978-4-06-513246-3                                              | ISBN 978-4-06-397037-1 | 2020年7月2日   | ISBN 978-957-26-2203-2 |
| 9    | 2019年7月9日   | ISBN 978-4-06-515497-7                                              | ISBN 978-4-06-517035-9 |                |                        |
| 10   | 2020年3月9日   | ISBN 978-4-06-518719-7                                              | ISBN 978-4-06-518880-4 |                |                        |
| 11   | 2020年12月9日  | ISBN 978-4-06-521669-9                                              | ISBN 978-4-06-521670-5 |                |                        |
| 12   | 2022年1月7日   | ISBN 978-4-06-526394-5（美咲編） ISBN 978-4-06-526395-2（莉莉奈篇） | 不適用                 |                |                        |

## 電視動畫
本作在2017年2月宣佈動畫化，並於同年7月3日起播放。

### 製作人員
- 原作：
- 監督：宅野誠起
- 系列構成：高橋奈津子
- 美術監督：齋藤幸洋
- 色彩設計：小野寺笑子
- 攝影監督：田村仁
- 編輯：吉武將人
- 音樂監督：鶴岡陽太
- 音樂效果：森川永子
- 音樂：横山克、信澤宣明
- 動畫製作：LIDENFILMS
- 製作：政府通知普及委員會

### 主題曲
片頭曲
作詞、作曲：三原康司，主唱：Frederic
片尾曲「Can't you say」
作詞、作曲、主唱：Roys

### 各話列表
| 話數   | 日文標題   | 中文標題           | 劇本       | 分鏡     | 演出                 | 作畫監督                                       | 改編原作話數           |
| ------ | ---------- | ------------------ | ---------- | -------- | -------------------- | ---------------------------------------------- | ---------------------- |
| 第1話  |            | 初戀               | 高橋奈津子 | 宅野誠起 | 宅野誠起             | 石原裕子、浦島美紀                             | 第1－3話               |
| 第2話  |            | 小小的謊言         | 池田臨太郎 | 阿部桃子 | 山內愛彌             | 二宮奈那子、上野卓志 梶原紳一郎                | 第4－11話              |
| 第3話  |            | 被忽略的愛意       | 綾奈由仁子 | 太田里香 | 小平麻紀             | 高田奈央子、芳我惠理子 太田里香、星之鄉        | 第12－15話 單行本4.5話 |
| 第4話  |            | 戀愛的科學         | 高橋奈津子 | 井出安軌 | 外山草               | 松岡謙治、成松義人 牛尾優衣、田中彩            | 第17－25話             |
| 第5話  |            | 賭上性命的戀愛     | 高橋奈津子 | 山田雅之 | 山田雅之             | 石崎裕子、浦島美紀 富谷美香                    | 第26－38話             |
| 第6話  |            | 強迫戀愛的牢房     | 池田臨太郎 | 臼井文明 | 三浦和也             | 龜山千夏、能海知佳                             | 第39－53話             |
| 第7話  |            | 無聲的謊言         | 綾奈由仁子 | 小平麻紀 | 小平麻紀             | 田中彩                                         | 第54－65話             |
| 第8話  |            | 毫無虛假的心意     | 綾奈由仁子 | 渡邊哲哉 | 外山草 高田美里      | 星野玲香、牛尾優衣 富谷美香、石崎裕子 浦島美紀 | 第66－76話             |
| 第9話  |            | 如謊言般的閃耀光芒 | 池田臨太郎 | 伊東優一 | 伊東優一             | 高田奈央子、芳我惠理子 太田里香、坂本一也        | 第77－84話             |
| 第10話 |            | 獻出所有的戀愛     | 池田臨太郎 | 山下英美 | 山下英美             | 浦島美紀、富谷美香 比久保弘之、宮本幸子        | 第85－90,95－100話     |
| 第11話 |            | 即便是謊言也無所謂 | 高橋奈津子 | 井出安軌 | 大塚隆寬             | 橋本航平、樋口香住 長尾圭悟、萩原              | 第91－94,110－114話    |
| 第12話 |            | 戀愛與謊言         | 高橋奈津子 | 井出安軌 | 臼井文明             | 池田志乃、高瀨 石崎裕子                        | 第115－118話           |
| OAD    |            | 一輩子的戀愛       | 高橋奈津子 | 井出安軌 | 石鄉岡範和、高田美里 | 石崎裕子、浦島美紀                             | 漫畫第8卷特典          |
| OAD    | 戀愛的感覺 |                    | 高橋奈津子 | 井出安軌 | 石鄉岡範和、高田美里 | 石崎裕子、浦島美紀                             | 漫畫第8卷特典          |

### BD&DVD
| 卷數 | 發售日期       | 收錄話數      | 規格編號   | 規格編號  |
| 卷數 | 發售日期       | 收錄話數      | BD         | DVD       |
| ---- | -------------- | ------------- | ---------- | --------- |
| 上   | 2017年10月4日  | 第1話－第6話  | ASBDP-1191 | ASBP-6072 |
| 下   | 2017年11月22日 | 第7話－第12話 | ASBDP-1192 | ASBP-6073 |

### 播放電視台
| 播放日期              | 播放時間                           | 播放電視台     | 播放地區 | 備註                    |
| --------------------- | ---------------------------------- | -------------- | -------- | ----------------------- |
| 2017年7月4日－9月19日 | 每週二 00:00 - 00:30（每週一深夜） | 東京都會電視台 | 東京都   |                         |
|                       |                                    | SUN電視台      | 兵庫縣   |                         |
|                       |                                    | 京都放送       | 京都府   |                         |
|                       |                                    | 日本BS放送     | 日本全國 | BS放送 / 『ANIME+』節目 |
|                       | 每週二 1:00 - 1:30（每週一深夜）   | 神奈川電視台   | 神奈川縣 |                         |
| 2017年7月7日－9月22日 | 星期五 22:00 - 22:30               | AT-X           | 日本全國 | CS放送                  |

| 播放日期              | 播放時間             | 播放電視台  | 播放地區 | 備註        |
| --------------------- | -------------------- | ----------- | -------- | ----------- |
| 2017年7月4日－9月19日 | 每週二 22:00 - 22:30 | Animax      | 香港     |             |
|                       | 每週二 21:00 - 21:30 | Animax HD   | 臺灣     | 中華電信MOD |
|                       | 每週二 22:00 - 22:30 | Animax Asia | 马来西亚 |             |

## 電影
2017年秋公開。Manga Box作品初電影化作品。與原作不同的1男2女三角關係設定的故事。講述了女主角仁坂葵，在青梅竹馬的司馬優翔與政府安排的結婚對象高千穂蒼佑之間的愛情故事。

### 登場人物
| 角色        | 演員                     |
| 仁坂 葵     | 森川葵                   |
| 司馬 優翔   | 北村匠海 （DISH//）      |
| 高千穗 蒼佑 | 佐藤寬太 （劇團EXILE）   |
| 小夏        | 淺川梨奈 （SUPER☆GiRLS） |
| 秋帆        | 田邊桃子                 |
| 可麗餅店員  | 溫水洋一                 |
| 葵的父親    | 遠藤章造 （COCORICO）    |
| 蒼佑的母親  | 中島博子                 |
| 葵的母親    | 三浦理惠子               |
| 蒼佑的父親  | 木下鳳華                 |
| 四谷大輔    | 德井義實 （TUTORIAL）    |

### 製作人員
- 原作：
- 監督：古澤健
- 脚本：吉田惠里香

### 主題歌
主題歌「HELLO」
作詞・作曲 - 福山雅治 / 歌 - 阪本奨悟
挿入歌「恋と嘘 〜ぎゅっと君の手を〜」
歌 - 阪本奨悟

## 外部連結
- 《戀愛與謊言》動畫官方網站 （页面存档备份，存于） （日語）
- 《戀愛與謊言》電影官網 （日語）
- 《戀愛與謊言》原作官方的X（前Twitter）（日語）
- 《戀愛與謊言》動畫官方的X（前Twitter）（日語）